# Charles II xứ Alençon
Charles II xứ Alençon, còn được gọi với biệt danh là Cao thượng (1297 – 26 tháng 8 năm 1346) là Bá tước xứ Alençon và Bá tước xứ Perche (1325 – 1346), cũng như Bá tước Chartres và Bá tước Joigny (1335 – 1336).

## Cuộc sống
Charles là con trai thứ hai của Charles của Pháp, Bá tước xứ Valois và người vợ đầu tiên là Marguerite I xứ Anjou, và là em trai của Philippe VI của Pháp. Vào tháng 4 năm 1314, ông kết hôn với Jeanne xứ Joigny,  người kế vị cha bà là Jean II trở thành Nữ bá tước xứ Joigny vào năm 1335, nhưng bà qua đời vào ngày 2 tháng 9 năm 1336. Họ kết hôn mà không có con. Charles có buổi ra mắt ở Guyenne theo lệnh của cha mình và thể hiện sự dũng cảm tuyệt vời trong cuộc vây hãm đầu tiên của ông.
Sau khi cha ông qua đời vào ngày 16 tháng 12 năm 1325, Charles tiếp quản quận Alençon, các vùng đất của Champrond, Châteauneuf-en-Thymerais và Senoches, cũng như rừng Perche theo thỏa thuận của cha ông.
Anh trai của ông là Philippe trở thành Vua của Pháp vào năm 1328, nhưng Edward III của Anh đã đòi lại vương miện và từ chối bày tỏ sự tôn kính. Philippe đã bổ nhiệm Charles làm trung tướng của vương quốc và cử ông đi dẹp loạn ở Saintes do người Anh châm ngòi. Ông chiếm lại được Saintes và một số thành trì khác.

## Hôn nhân và hậu duệ
Vào tháng 12 năm 1336, ông kết hôn với Maria de La Cerda y Lara (1310 – 19 tháng 11 năm 1379, Paris), con gái của Fernando de la Cerda, Lãnh Chúa xứ Lara. Hậu duệ của họ bao gồm:
1. Charles III, Bá tước xứ Alençon (1337 – 5 tháng 7 năm 1375, Lyon), trở thành Tổng giám mục xứ Lyon vào năm 1365.[4]
2. Philippe xứ Alençon (1338 – 1397, Rome), làm Giám mục Beauvais năm 1356,[4] sau này là Hồng y, Tổng giám mục Rouen, Thượng phụ Latinh của Jerusalem, Thượng phụ Aquileia, và là giám mục xứ Ostia và Sabina.
3. Peter II, Bá tước xứ Alençon (1340 – 20 tháng 9 năm 1404),[2] kết hôn với Marie Chamaillart, Nữ tử tước xứ Beaumont-au-Maine.
4. Isabelle xứ Alençon (1342 – 3 tháng 9 năm 1379, Poissy),[4] trở thành một nữ tu.
5. Robert xứ Alençon, Bá tước xứ Perche (1344 – 1377)[4], kết hôn vào ngày 5 tháng 4 năm 1374 với Jeanne xứ Rohan,[2] con gái của Jean I, Tử tước xứ Rohan.

## Qua đời
Charles tham gia Chiến tranh Kế vị Breton năm 1340, và sau đó bị giết trong trận Crécy. Giống như cha mình, ông được chôn cất trong nhà thờ Couvent des Jacobins nhưng hiện đã bị phá hủy ở Paris. Hình nộm trên mộ của ông hiện đang ở Vương cung thánh đường thánh Denis.
Chức vị bá tước xứ Alençon mà ông tiếp quản được kế vị bởi người con trai cả Charles, còn tại Perche thì bởi người con trai thứ là Robert.

## Phù hiệu

Quốc huy của các bá tước và công tước xứ Alençon của nhà Valois
Quốc huy của bá tước xứ Perche